# Салиха-султан (дочь Махмуда II)
Салиха́-султа́н (тур. Saliha Sultan; 1811, Стамбул — февраль 1843, там же) — дочь османского султана Махмуда II от его жены Ашубиджан Кадын-эфенди. Салиха была замужем за государственным деятелем Гюрджю Халилем Рифатом-пашой, от которого родила по меньшей мере одного ребёнка. Брак не был счастливым, а сама Салиха умерла молодой.

## Биография

### Происхождение и ранние годы
Салиха-султан родилась в Стамбуле, по разным данным, 17 апреля, 16 июня или 18 июня 1811 года (25 джумада аль-уля 1226 года по хиджре) и была дочерью османского султана Махмуда II от Ашубиджан Кадын-эфенди. Салиха стала четвёртой из восемнадцати дочерей султана и старшей из четверых султанш, достигших зрелости. У Салихи было больше тридцати братьев и сестёр, однако достоверно неизвестно, приходился ли кто-то из них Салихе полнородным.
В труде Шанизаде Атауллы-эфенди «История Шанизаде» и работе Ахмеда Джевдета-паши «История Джевдета» указано, что в честь рождения Салихи-султан был устроен праздник, длившийся три дня; в гареме дворца Топкапы также был устроен праздник для женщин, в ходе которого жёны государственных и религиозных деятелей поздравили султанскую семью с рождением Салихи и преподнесли подарки её матери и бабушке валиде Накшидиль-султан. Кроме того, высокопоставленных лиц государства угощали щербетом, а те в ответ отправляли султану письма с поздравлениями и благодарностью.
Образование Салиха получала во дворце вместе с единокровной сестрой Михримах, которая была на год младше.

### Брак
Как отмечал турецкий историк Недждет Сакаоглу, Салиха довольно поздно вышла замуж — в 23 года, что, вероятно, было связано с проблемами со здоровьем. В мужья ей султан выбрал Гюрджю Халиля Рифата-пашу — художника, государственного деятеля и приёмного сына великого визиря Коджа Хюсрева-паши.
Приданое Салихи было подготовлено в кратчайшие сроки. Подробное описание свадьбы, состоявшейся в мае 1834 года, сохранилось в «Истории Лютфи» историка Хафыз Ахмета Лютфи: был организован праздник, на который была приглашена вся султанская семья, визири из провинций, шейхи и улемы; была дарована всеобщая амнистия галерным каторжникам; свадебная церемония, на которой присутствовали свидетели обеих сторон, вопреки традиции, проводилась не в покоях Эмин возле ворот гарема, а в зале Плаща Пророка (тур. Hırka-i Şerif); жителям столицы позволили наблюдать за свадебным шествием от площади, где ранее располагался Старый дворец, до дворца в Диванйолу; Сакаоглу писал, что в хронике отмечалось, что стены султанского дворца Долмабахче были украшены весьма скромно, в то же время турецкий историк Чагатай Улучай отмечал, что дворец Долмабахче ещё не был построен. Свадебные торжества в султанском саду перед Долмабахче длились неделю: 20 мая во вторник во дворце в Бешикташе государственные и религиозные деятели осмотрели выставленное здесь приданое Салихи, которое на следующий день во время торжественной процессии было перевезено во дворец Нешатабад, выделенный молодожёнам для проживания; в четверг 22 мая состоялось свадебное шествие и тогда же на лужайке перед дворцом Бешикташ были разбиты палатки, в которых гостям раздавали праздничные угощения; в пятницу после церемонии в мечети Ая-Софья султан отправился в Нешатабад, чтобы поздравить дочь и зятя. Улучай же писал, что невесту в последний день празднований отвезли в Фындыклы. С первого дня и до окончания празднований 24 мая проходили различные развлекательные мероприятия, а по ночам на дворцах, ялы, кораблях и государственных учреждениях зажигалась праздничная иллюминация. Помимо дворца Нешатабад в Ортакёе супругам был передан в пользование дворец Фындыклы.
Во время пребывания в Стамбуле в 1834 году Джулия Пардо узнала о слухах, которые ходили о Салихе: однажды, когда султанша проезжала мимо кофейни, тридцать человек из числа улемов пили здесь кофе и не обратили внимания на карету госпожи; Салиха рассердилась и послала за стражей, чтобы та отвела улемов в особняк её супруга и там избила за неуважение к дочери султана; когда супруг Салихи увидел улемов, заполнивших двор, он встревожился, подумав, что начался протест из-за недовольства правительством, однако, узнав о ситуации, он пожертвовал каждому из улемов по 100 курушей и доложил о случившемся султану.

### Смерть
Сакаоглу писал, что брак Салихи, продлившийся 9 лет, и её жизнь в целом не были счастливыми. Адиле-султан, которая была на пятнадцать лет моложе Салихи, посвятила сестре стихотворение, в котором сетовала на горькую судьбу Салихи, в частности — на горечь от утраты сначала сына, а затем и отца султанши.
Салиха-султан скончалась в ночь на 5 февраля 1843 года или 6 февраля 1843 года в Фындыклы. Тело султанши по морю было перевезено в Бахчекапы, откуда для погребения было доставлено, по разным данным, в мавзолей её отца Махмуда II или к имарету её бабки Накшидиль-султан в Эюпе. Супруг Салихи пережил её почти на 13 лет.

## Потомство
Сакаоглу писал, что 22 марта 1835 года, через 10 месяцев после свадьбы, во дворце Фындыклы Салиха родила своего первого сына султанзаде Абдулхамида Хафиди-бея, который прожил всего год; он также указал, что в одной из заметок в рукописном журнале в архивах указан сын Салихи султанзаде Хафиди-бей, рождённый 23 января 1835 года. Кроме того, дочерью Салихи-султан и Рифата-паши Сакаоглу назвал Айше Сыдыку Ханым-султан.
Османист Энтони Олдерсон, турецкий историк Чагатай Улучай и османский историк Сюрея Мехмед-бей среди детей Салихи-султан и Рифата-паши указали только сына Абдулхамида (22 марта 1835—1836), однако Олдерсон отмечал, что у паши был ещё один сын, рождённый уже после смерти Салихи — Асаф Махмуд Джелаледдин (1853—18 января 1903), который был женат на Сенихе-султан.

## Комментарии
1. ↑  Сюрея Мехмед-бей указал датой рождения Салихи 15 марта 1787 года[4]
2. ↑  Сакаоглу писал, что свадебные торжества длились неделю и завершились 24 мая 1834 года[5]. Олдерсон датой свадьбы указал 24 мая 1834 года[3]. Сюрея указал датой свадьбы 2 мая 18344 года[4]. Улучай же писал, что свадьба состоялась в 24 субботу 1834 года[2].